# Комиссия по научным исследованиям в Гренландии
Комиссия по научным исследованиям в Гренландии (дат. Kommissionen for Videnskabelige undersøgelser i Grønland - KVUG, гренл. Kalaallit Nunaanni Ilisimatusarneq Pillugu Isumalioqatigiissitamut) — датско-гренландская комиссия, созданная в 1878 году, которая координирует и финансирует научные исследования в Гренландии. В её составе — действующие исследователи из сферы гуманитарных, социальных, технических и естественных наук; число членов с гренландской и датской стороны равно. C 1879 года комиссия издавала журнал «Meddelelser om Grønland» («Сообщения о Гренландии»), разделённый в 1975 году на три: MoG Geoscience, MoG Bioscience и MoG Man & Society.
Комиссия была образована в 1878 году по инициативе профессора геологии Фредерика Йонструпа. Он заметил, что Дания должна направлять часть внушительного дохода от разработки криолита на дальнейшие (в частности, минералогические) исследования Гренландии. Прямо в год своего основания комиссия профинансировала экспедицию Йенса Арнольда Дитриха Йенсена, целью которой являлось изучение ледяного щита и нунатаков. С 1879 по 1920 годы официальным её названием было «Комиссия по ведению геологических и географических исследований в Гренландии» (дат. Commissionen for Ledelsen af de geologiske og geographiske Undersøgelser i Grønland). С 1930 по 1950 годы сильное влияние на работу комиссии оказывал геолог и полярный исследователь Лауге Кох.
Поскольку комиссия с самого основания фиксировала всю исследовательскую активность на территории Гренландии, её архивы представляют значительную ценность для изучения истории арктических исследований.